# Eoabelisaurus
Eoabelisaurus – rodzaj teropoda z grupy ceratozaurów, prawdopodobnie abelizauryda, żyjącego w środkowej jurze (aalen lub bajos) na terenach dzisiejszej Ameryki Południowej. Gatunkiem typowym jest E. mefi, którego holotypem jest okaz MPEF PV 3990 z zachowaną tylną częścią czaszki i prawie kompletnym szkieletem pozaczaszkowym, odkryty w osadach formacji Cañadón Asfalto na terenie argentyńskiej prowincji Chubut.
Nazwa rodzajowa Eoabelisaurus pochodzi od greckiego słowa eos, oznaczającego świt, oraz od nazwy rodzaju typowego rodziny Abelisauridae, Abelisaurus. Epitet gatunkowy mefi nawiązuje do popularnego skrótu nazwy Museo Paleontológico Egidio Feruglio, gdzie znajdują się jego skamieniałości – MEF.

## Budowa
E. mefi był średniej wielkości teropodem, osiągającym ok. 6–6,5 m długości. Jego autapomorfiami są: kość kwadratowa ze zgrubiałym przyśrodkowym dystalnym (dalszym) końcem stawowym i prawie równoległymi kłykciami stawowymi; podwójna blaszka kostna w kształcie litery V na środkowych kręgach grzbietowych między wyrostkiem poprzecznym dolnym (parapophysis) a blaszką kostną łączącą przedni wyrostek stawowy z górnym wyrostkiem poprzecznym (prezygodiapophyseal lamina); kość łokciowa z bardzo rozrośniętym wyrostkiem łokciowym (olecranon), na który przypada ponad 30% długości tej kości; wydłużony otwór zasłonowy kości łonowej, którego długość jest ponad dwukrotnie większa od jego wysokości; a także duży, wypukły, skierowany anterolateralnie (w kierunku przednio–bocznym) wyrostek okalający (ang. ambiens process) kości łonowej. Kości górnej części czaszki są u E. mefi gładkie, pozbawione ozdób występujących u późniejszych abelizaurydów. Kość łzowa z dorsalnym (górnym) dołem przedoczodołowym (ang. antorbital fossa) niewidocznym w widoku bocznym, inaczej niż ceratozaura, masjakazaura i teropodów nienależących do grupy Ceratosauria. U eoabelizaura górne okna skroniowe są rozdzielone poziomą kością o stałej szerokości – inaczej niż u innych abelizaurydów oraz ceratozaura, u których kość między tymi oknami zwęża się ku tyłowi. Grzebień karkowy umiarkowanie rozwinięty – inaczej niż u innych abelizaurydów, u których jest on bardzo wysoki, ale podobnie jak u ceratozaura. E. mefi nie ma stopki łonowej (pubic boot), co różni go od wszystkich innych ceratozaurów, u których ta część kości łonowej jest znana. Mediodystalny (przyśrodkowo–dalszy) grzebień kostny na kości udowej jest u eoabelizaura gruby i podwyższony, co różni go od pozostałych abelizaurydów, u których grzebień ten ma kształt cienkiej płytki kostnej. Charakterystyczne są kończyny przednie eoabelizaura, mające budowę pośrednią między tą charakteryzującą abelizaurydy i tą spotykaną u innych ceratozaurów. Kość ramienna nie uległa redukcji i przypomina budową kości ramienne ceratozaurów nienależących do Abelisauridae; kość łokciowa i promieniowa uległy już skróceniu, ale ogólną budową bardziej przypominają kości takich ceratozaurów jak Ceratosaurus. Natomiast dłoń eoabelizaura budową przypomina dłonie późniejszych abelizaurydów: kości śródręcza są krótkie i masywne, paliczki (poza dalszymi) mają szerokość równą długości oraz słabo rozwiniętą, prawie płaską dystalną powierzchnię stawową, zaś paliczki dalsze są zredukowane.

## Systematyka
Z przeprowadzonej przez autorów opisu eoabelizaura analizy filogenetycznej (w oparciu o macierz danych wykorzystującą informacje z macierzy wykorzystanych w analizach Carrano i Sampsona, 2008 oraz Canale i współpracowników, 2009) wynika, że E. mefi był najbardziej bazalnym znanym przedstawicielem rodziny Abelisauridae. Wystarczy jednak wydłużenie drzewa filogenetycznego o jeden stopień w stosunku do najbardziej parsymonicznego, aby uzyskać drzewo, według którego eoabelizaur był taksonem siostrzanym do kladu obejmującego Abelisauridae i Noasauridae. Aby uzyskać drzewo, według którego E. mefi był bliżej spokrewniony z ceratozaurem niż abelizaurydami lub zajmował jeszcze bardziej bazalną pozycję filogenetyczną w obrębie Ceratosauria konieczne byłoby wydłużenie drzewa filogenetycznego o 7–14 stopni, co sugeruje, że taka jego pozycja filogenetyczna jest mało prawdopodobna. Jeśli wynik ten potwierdzą przyszłe analizy kladystyczne to eoabelizaur jest nie tylko najbardziej bazalnym, ale i najwcześniejszym znanym abelizaurydem, a jego odkrycie dowodzi istnienia tej grupy już w środkowej jurze. Późniejsza analiza przeprowadzona przez Farkego i Serticha (2013) przyniosła jednak wynik odwrotny niż analiza Pola i Rauhuta – Eoabelisaurus był w niej taksonem siostrzanym do Abelisauroidea (Abelisauridae + Noasauridae), a wymuszenie jego pozycji wewnątrz Abelisauridae skutkowało wydłużeniem drzewa o dwa stopnie.
Analizy filogenetyczne przeprowadzone przez Wanga i współpracowników (2017) potwierdzają przynależność Eoabelisaurus do nadrodziny Abelisauroidea i rodziny Abelisauridae; z analiz tych wynika jednak ponadto przynależność do Abelisauridae rodzajów Ceratosaurus i Genyodectes, przez innych autorów wyłączanych z Abelisauridae i Abelisauroidea. Dokładna pozycja filogenetyczna Eoabelisaurus w obrębie Abelisauridae pozostaje niepewna; z analiz Wanga i współpracowników (2017) wynika, że mógł on być najbardziej bazalnym znanym przedstawicielem Abelisauridae, być taksonem siostrzanym do kladu obejmującego rodzaje Ceratosaurus i Genyodectes lub być w nierozwikłanej politomii z kladem obejmującym rodzaje Ceratosaurus i Genyodectes oraz z kladem obejmującym taksony tradycyjnie zaliczane do Abelisauridae.

## Paleoekologia

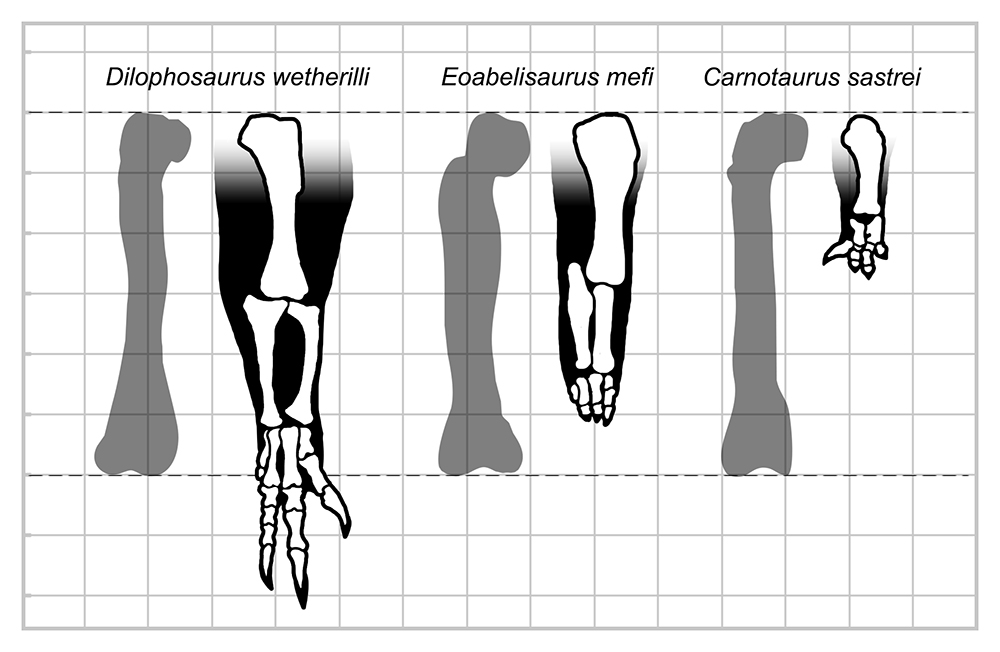
Porównanie przednich kończyn karnotaura, dilofozaura i abelizaura.

Szczątki E. mefi odkryto mniej niż kilometr na północ od miejsca odkrycia zauropodów Volkheimeria i Patagosaurus oraz tetanura Piatnitzkysaurus; trudno jednak potwierdzić, czy dinozaury te żyły w tym samym czasie co eoabelizaur. Z osadów formacji Cañadón Asfalto znany jest też tetanur Condorraptor, jeszcze nienazwany tetanur o bardzo niepewnej pozycji filogenetycznej oraz szereg innych kręgowców, w tym ryby, płazy bezogonowe, żółwie, lepidozaury, pterozaury i ssaki. Osady, w których odkryto holotyp E. mefi, są pozostałością jurajskiego jeziora.